# Mutnik
Mutnik falu Bosznia-Hercegovinában, a Bosznia-hercegovinai Föderáció Una-Szanai kantonjában.

## Fekvése
Bosznia-Hercegovina északnyugati részén, Bihácstól légvonalban 17, közúton 32 km-re északra, Cazin központjától légvonalban 6, közúton 8 km-re nyugatra, a Mutnica-patak völgye mellett fekvő erdős, dombos területen fekszik. Házai többnyire a falut keresztül-kasul átszelő utak mentén, szétszórtan, egy-egy csoportban helyezkednek el.

## Népessége
| Nemzetiségi csoport | Népesség 1991 | Népesség 2013 |
| ------------------- | ------------- | ------------- |
| Szerb               | 3             | 3             |
| Bosnyák             | 2640          | 2615          |
| Horvát              | 3             | 11            |
| Jugoszláv           | 0             | 0             |
| Egyéb               | 18            | 8             |
| Összesen            | 2364          | 2662          |

## Története
Mutnik e vidék legősibb települései közé tartozik. A középkorban a Mutnica-patak menti területek egészen a patak koranai torkolatáig a johannita lovagrend birtokai voltak. A 14. században a vár és a falu területének ura már a horvát Gusić-Kurjaković nemzetség volt. A vár uradalmához Obtes, Kotornica, Baničevići, Pusta Leskovica, Hrastje, Trvis és Bošnjakovo Selo falvak tartoztak. Miután Kurjaković Iván és György fiú leszármazott nélkül haltak meg a birtok a királyra szállt. Zsigmond magyar király 1430-ban Mutnik várát és uradalmát hű lovagjának a Boics nembeli Tetatić (Thurek) György ispánnak adta. A 16. század elején a birtokot már a Karlović nemzetség kezén találjuk, mivel azonban Karlović Ivánnak nem volt fiú örököse 1509-ben Zrínyi Miklóssal, a szigetvári hős apjával között örökösödési szerződést. Az okiratban Mutnik várát is megemlítik. Mivel a török hódítás következtében Karlović 1526-ban csaknem az összes birtokát elveszítette, élete utolsó éveit Mutnik, Krupa és Újvát váraiban töltötte. 1531-ben az örökösödési szerződés alapján Mutnik is a Zrínyiek birtoka lett. 1533-ban januárjában a török elfoglalta a várat, de a királyi hadak visszafoglalták. 1563-ban a vár még a Zrínyiek birtokában volt és Lenkovics Iván főkapitány őrségének megerősítését kérte a királytól. 1576-ban Ferthát pasa török serege foglalta el, de 1588-ban Ernő főherceg miután visszafoglalta a közeli Terzsác várával együtt leromboltatta. Ennek ellenére 1635-ben a török megszállta és újjáépítette, környékére pedig muszlim lakosságot telepített. 1834-ben a vár már rossza állapotban volt, de még török őrség és két ágyú is volt benne és csak 1838-ban hagyták el végleg.
A mutniki muszlim gyülekezet, a cazini mejlis területén lévő régebbi és nagyobb gyülekezetek csoportjába tartozik, több mint 600 háztartással és 13 nagyobb településsel rendelkezik: Harbaši, Redžepovići, Samardžići, Hušići, Mukanovići, Jušići, Prkos, Trstovac, Pervizi, Šabići, Salkići, Mehurići és Vilići. A Jugoszláv Királyság idején Trstovacban volt a mecset a gyülekezeti házzal, imámjaként Hodža Kajtezt említik. Mutnikban 1654-ben a törökök hódításával egy időben épült fel az első mecset, melynek létét a sírral és fülkékkel ellátott alapjai is bizonyítják. Mutnikot Gazi Huszrev bég hódította meg, és innen folytatta hadjáratát Lika felé. 1972-ben az óvár falain kívül, hogy a hívek számára könnyebben elérhető helyen új mecsetet építettek. A mai mutniki mecsetet a muszlim naptár szerint 1426. Redžep 2-án, vagyis 2005. augusztus 7-én nyitották meg ünnepélyesen. Méretei 18×11 méter. A mutniki gyülekezetben az imámi feladatokat Ferid efendi, Muharem Harbaš, Munir Felić, Omer Ćoralić efendik látták el. 1985 óta az imám Hasan Bošnjak efendi.

## Nevezetességei
- Mutnik várának ma is tekintélyes maradványai láthatók. Fő része a hengeres öregtorony volt, melyet négyszög alaprajzú udvar övezett. A torony romjai ma is 6 méteres magasságban állnak. A vár udavarán áll a régi dzsámi felújított épülete, az egykori minaret 2 méter magas alapfalaival. A dzsámi falán az 1935-ös felújításra emlékeztető felirat látható. A dzsámit 1976-ban hegyták el, amikor a faluban újat építettek helyette. A vár udvarán szétszórt kövek láthatók. Az egykori védőfalakból fél méter magas csonkok maradtak, de több szakaszon ezek is hiányoznak. A vár dombjának déli oldalában régi török temető sírkövei találhatók.[4]

- Klisa nevű lelőhelyén találhatók a település késő középkori templomának maradványai. Az alapok egy 16x10 méteres nagyságú keletelt épületre utalnak. Az épület belsejében több csontvázas sírt is találtak.[6]

- A falu mecsete, mely a Pervizi nevű településrészen található, 2005-ben épült.